# آرکیدیا (ایلینوی)
آرکیدیا (به انگلیسی: Arcadia) یک منطقهٔ مسکونی در ایالات متحده آمریکا است که در شهرستان مورگان، ایلینوی واقع شده‌است. آرکیدیا ۱۸۴٫۱ متر بالاتر از سطح دریا واقع شده‌است.